# Interzone (rivista)
Interzone è una rivista britannica di fantasy e fantascienza. Pubblicata dal 1982, Interzone è l'ottava rivista di fantascienza in lingua inglese più longeva della storia e la rivista britannica di fantascienza più longeva. I racconti pubblicati su Interzone sono stati spesso finalisti agli Hugo Awards e hanno vinto un Nebula Award e numerosi British Science Fiction Awards.

## Storia
Interzone è stato inizialmente prodotto da un collettivo non retribuito di otto persone: John Clute, Alan Dorey, Malcolm Edwards, Colin Greenland, Graham James, Roz Kaveney, Simon Ounsley e David Pringle. Secondo Dorey, il gruppo era stato fan della rivista di fantascienza New Worlds e voleva creare un "New Worlds per gli anni '80, qualcosa che pubblicasse solo grandi romanzi e sarebbe stato uno sbocco adeguato per i nuovi scrittori".
Mentre la rivista iniziò come un collettivo editoriale, ben presto l'editore David Pringle fu la forza trainante di Interzone. Nel 1984 Interzone ricevette una generosa donazione da Sir Clive Sinclair, la rivista in seguito ricevette il sostegno dell'Arts Council of Great Britain, dello Yorkshire Arts e della Greater London Arts Association.
Interzone è stato inizialmente pubblicato trimestralmente, dalla primavera 1982 al numero 24, estate 1988. Divenne poi bimestrale da settembre / ottobre 1988 al numero 34, marzo / aprile 1990. Per oltre un decennio, è stato poi pubblicato mensilmente fino a quando diversi slittamenti di programma lo hanno ridotto a una rivista bimestrale nel 2003.
Il caporedattore David Pringle si è dimesso all'inizio del 2004 con il numero 193. Andy Cox di TTA Press, che pubblica The Third Alternative, ha poi assunto la proprietà di Interzone. Dal momento del passaggio Interzone ha subito una serie di restyling mantenendo alti standard nella narrativa. La nuova Interzone è stata definita la "più bella rivista di fantascienza del settore" da Gardner Dozois.
Nel 2006, l'associazione Science Fiction Writers of America ha rimosso la rivista dal suo elenco di pubblicazioni professionali a causa delle tariffe basse e della scarsa tiratura. Tuttavia, nel campo del genere la rivista è ancora classificata come pubblicazione professionale. Come ha affermato Dozois, "Secondo la definizione di SFWA, Interzone non si qualifica come una 'rivista professionale' a causa delle sue basse tariffe e diffusione, ma poiché è completamente professionale nel calibro di scrittori che attrae e nella qualità di la narrativa che produce, quasi tutti la considerano comunque una rivista professionale. "

## Autori
Interzone è stata responsabile dell'avvio della carriera di numerosi importanti scrittori di fantascienza, tra cui Stephen Baxter, Greg Egan, Kim Newman, Alastair Reynolds e Charles Stross, nonché della pubblicazione di opere di scrittori affermati come Brian Aldiss, J.G. Ballard, Iain M. Banks, Thomas M. Disch, William Gibson, Robert Holdstock, Gwyneth Jones, Terry Pratchett, Christopher Priest, John Sladek, Brian Stableford, Ian Watson e molti altri. Interzone è anche nota per la pubblicazione di scrittori nuovi e in arrivo, pubblicando regolarmente i lavori di Tim Lees, Aliette de Bodard, Gareth L. Powell, Eugie Foster, Jason Sanford, Nina Allan e altri.
Interzone presenta rubriche regolari di David Langford, Tony Lee (recensioni di DVD) e Nick Lowe (Mutant Popcorn - recensioni di film). Nel 2010, Lowe ha vinto un British Science Fiction Award per la sua rubrica Mutant Popcorn.
L'artista di Leeds Pete Lyon ha contribuito con molte illustrazioni negli anni '80. È stato nominato per i British SF Association Awards nel 1987 per il suo lavoro di copertina sulla prima rivista Interzone.

## Antologie
Nei primi anni Interzone ha pubblicato diverse raccolte dei suoi racconti:
- John Clute, Colin Greenland and David Pringle: Interzone – The 1st Anthology, Everyman Fiction Limited, 1985
- John Clute, David Pringle and Simon Ounsley: Interzone – The 2nd Anthology, Simon & Schuster Limited, 1987
- John Clute, David Pringle and Simon Ounsley: Interzone – The 3rd Anthology, Simon & Schuster Limited, 1988
- John Clute, David Pringle and Simon Ounsley: Interzone – The 4th Anthology, Simon & Schuster Limited, 1989
- John Clute, David Pringle and Simon Ounsley: Interzone – The 5th Anthology, New English Library Paperbacks, 1991
- David Pringle: The Best of Interzone, Voyager, 1996

La seconda, terza e quarta antologia sono state ripubblicate da New English Library.